# 도시사
도시사는 도시와 마을의 역사적 본질, 그리고 도시화 과정을 연구하는 역사 분야이다. 이 접근 방식은 종종 사회사, 건축사, 도시사회학, 도시지리학, 기업사, 고고학과 같은 분야를 넘나드는 다학제적 성격을 띤다. 도시화와 산업화는 20세기 역사가들에게 인기 있는 주제였으며, 종종 근대화 또는 농촌 전통 사회의 변혁이라는 암묵적인 모델과 관련이 있었다.
도시화의 역사는 기존 인구가 시간이 지남에 따라 도시 지역에 집중되는 과정과 도시의 사회, 정치, 문화 및 경제적 맥락에 초점을 맞춘다. 대부분의 도시 학자들은 크거나 특히 중요한 도시인 "대도시"에 집중한다. 작은 도시나 마을, 또는 (최근까지) 교외에는 훨씬 적은 관심이 주어졌다. 그러나 사회 사학자들은 인구 조사 데이터를 사용하여 전체 인구를 다루거나 표본을 추출할 수 있기 때문에 작은 도시를 다루기가 훨씬 쉽다는 것을 발견한다. 미국에서는 1920년대부터 1990년대까지 가장 영향력 있는 많은 모노그래프가 아서 슐레진저 1세 (1888-1965) 또는 오스카 핸들린 (1915-2011)이 하버드 대학교에서 지도한 140개의 박사 학위 논문 중 하나로 시작되었다. 이 분야는 1970년 이후 빠르게 성장하여 저명한 학자인 스테판 스른스트롬은 도시사가 도시 또는 도시 거주자, 또는 도시에서 일어난 사건, 도시에 대한 태도를 다루는 것처럼 보이며, 이는 무엇이 도시사가 아닌지 궁금하게 만든다고 언급했다.

## 비교 연구
도시의 세계사를 시도하는 연구는 소수에 불과하며, 특히 루이스 멈퍼드의 《역사 속의 도시》 (1961)가 주목할 만하다. 대표적인 비교 연구로는 레오나르도 베네볼로의 《유럽 도시》 (1993); 크리스토퍼 R. 프리드리히스의 《초기 근대 도시, 1450-1750》 (1995), 그리고 제임스 L. 매클라인, 존 M. 메리먼, 우가와 가오루가 편집한 《에도와 파리》 (1994) (에도는 도쿄의 옛 이름이었다) 등이 있다.
건축사는 그 자체의 분야이지만 때때로 도시사와 겹친다.
국가 형성을 돕고 독립을 유지하는 데 있어 도시의 정치적 역할은 찰스 틸리와 W. P. 블록만스가 편집한 《유럽의 도시와 국가의 부상, 서기 1000년에서 1800년》 (1994)의 주제이다. 누가 권력을 잡았는지에 대한 비교 엘리트 연구는 루이사 파세리니, 던 라이언, 엔리카 카푸소티, 이오안나 랄리오투가 편집한 《도시를 운영한 사람은 누구인가? 유럽과 북미의 도시 엘리트와 도시 권력 구조, 1750-1940》 (2008)으로 대표된다. 노동 운동가와 사회주의자들은 종종 아이디어와 전술을 유통하는 국가적 또는 국제적 네트워크를 가지고 있었다.

## 영국
1960년대에 영국에서는 빅토리아 시대의 도시들에 대한 역사학이 번성하기 시작했다. 인구 통계, 공중 보건, 노동 계급, 지역 문화에 이르는 다양한 주제로 빅토리아 시대의 도시에 많은 관심이 집중되었다. 최근 수십 년 동안 계급, 자본주의, 사회 구조에 관한 주제는 도시 생활의 문화사에 대한 연구와 여성, 매춘부, 농촌 지역 이주민, 대륙 및 영국 제국 출신 이민자와 같은 집단에 대한 연구로 바뀌었다. 도시의 물리적 구조와 도시 공간의 구조에 대한 연구가 더욱 두드러지면서 도시 환경 자체가 주요 주제가 되었다.
역사가들은 거의 항상 런던에 초점을 맞추었지만, 중세 시대의 작은 도시와 마을, 그리고 산업 혁명에 수반된 도시화도 연구했다. 19세기 후반에는 버밍엄, 글래스고, 리즈, 리버풀, 맨체스터와 같은 지방 중심지들이 규모가 두 배로 커져 지역의 수도가 되었다. 이들 모두는 작은 도시와 교외를 배후지에 포함하는 복합 도시였다. 현재 이용 가능한 학술 자료는 매우 포괄적이다.

## 도시 전기
도시 전기는 도시의 내러티브 역사이며 종종 일반 대중을 대상으로 한다. 도시 전기는 정치, 인구 통계, 사업, 고급 문화, 대중 문화, 주택, 이웃, 민족 집단과 같은 다양한 차원 간의 상호 관계를 다룬다. 지방 정부뿐만 아니라 물리적 확장, 성장 및 쇠퇴를 다룬다. 역사가들은 종종 지리학자들이 "프라이메이트 시티"라고 부르는 가장 크고 가장 지배적인 도시, 즉 주로 수도에 초점을 맞춘다.
몇몇 대표적인 도시 전기는 다음과 같다:
- 에드윈 G. 버로우즈와 마이크 월리스. 고담: 1898년까지의 뉴욕 시 역사 (2000)
- S. G. 체크랜드, 우파스 나무: 글래스고, 1875-1975 (1981)
- 제프리 코터렐, 암스테르담, 도시의 삶 (1972)
- 자넷 아부-루고드, 카이로; 승리의 도시 1001년 (1971)
- 다이앤 E. 데이비스, 도시의 레비아탄: 20세기 멕시코 시티 (1994)
- 콘스턴스 매클러플린 그린, 《워싱턴, 마을과 수도, 1800-1878》 (1962)
- 크리스토퍼 히버트, 런던, 도시의 전기 (1969)
- 로버트 휴즈, 바르셀로나 (1992)
- 콜린 존스. 파리: 도시의 전기 (2004)
- 블레이크 매켈비. 로체스터 (4권, 1961), 로체스터 NY
- 사이먼 세바그 몬테피오레, 예루살렘: 전기 (2012)
- 베시 루이스 피어스, 시카고의 역사 (3권 1957), 1893년까지.
- 로이 포터, 런던: 사회사 (1998)
- 알렉산드라 리치, 파우스트의 메트로폴리스: 베를린의 역사 (1998)
- 제임스 스코비, 부에노스아이레스: 광장에서 교외까지 (1974)
- 로널드 테일러, 베를린과 그 문화: 역사적 초상 (1997), 문학, 음악, 연극, 회화, 장식 예술을 다룬다.

역사가들은 도시의 지리적 위치와 경제적 특수성을 강조하며 도시 유형론을 개발했다. 미국에서는 칼 브리덴보우가 역사학의 선구자였다. 그는 동해안의 주요 항구 도시들을 강조했는데, 가장 큰 항구 도시들은 보스턴과 필라델피아로, 미국 혁명 당시 각각 40,000명 미만의 인구를 가지고 있었다. 다른 역사가들은 동해안, 걸프만, 서해안을 따라 있는 항구 도시들과 오하이오, 미시시피, 미주리 강을 따라 있는 강 항구들을 다루었다. 산업화는 뉴잉글랜드에서 시작되었고, 몇몇 작은 도시들은 학술적 역사를 가지고 있다. 시카고에서 캔자스시티, 위치타, 덴버까지 이어지는 서부의 철도 도시들도 잘 다루어졌다. 블레이크 매켈비는 《미국의 도시화, 1860-1915》 (1963)와 《미국 대도시의 출현, 1915-1966》 (1968)에서 주요 도시들의 기능에 대한 백과사전적인 개요를 제공한다.

## 대규모 참고 서적
레스터 대학교 도시사 센터의 피터 클라크는 영국의 도시와 마을의 방대한 역사서의 총편집자(그리고 케임브리지 대학교 출판부가 발행자)였으며, 90명의 학자들이 75개 장에 걸쳐 2800페이지에 달한다. 이 장들은 개별 도시의 전기가 아니라 도시들이 공통적으로 가지고 있던 경제적, 사회적, 정치적 주제를 다룬다. 유럽 도시 역사의 영향력 있고 권위 있으며 포괄적인 두 권의 편람은 1990년과 1991년 레스터 대학교 도시사 센터의 배리 헤인즈에 의해 편찬되어 레스터 대학교에서 출판되었다. 이 책들은 동유럽과 서유럽의 도시사 연구 및 문헌의 서지 검토에 중요한 기여를 했다.
미국에서는 국립 인문학 기금이 매우 다른 접근 방식을 후원했는데, 이는 여러 주와 몇몇 도시에 대한 대규모 역사 백과사전을 후원했으며, 가장 주목할 만한 것은 《시카고 백과사전》 (2004; 온라인 판도 있음)과 《뉴욕 시 백과사전》 (1995, 2판 2010)이다. 이들은 클리블랜드에 대한 이전 백과사전의 모델을 따랐고 어떤 전체적인 주제도 강요하지 않고 이웃, 사람, 조직, 사건에 대한 세부 사항을 즐겨 다루었다.

### 교외
새로운 하위 장르는 특정 교외의 역사이다. 역사가들은 특정 장소에 집중하여 일반적으로 중심 도시와의 관련성에서 교외의 기원, 성장의 패턴, 다양한 기능 (주거 또는 산업과 같은), 지역 정치, 그리고 인종적 배제와 성 역할에 초점을 맞추었다. 주요 개요는 케네스 T. 잭슨의 《크랩그래스 프런티어》 (1987)이다.
많은 사람들은 20세기 초 교외가 중산층 백인들의 거주지였다고 가정했는데, 이는 엄청난 문화적 영향을 미치지만 실제로는 고정 관념이다. 많은 교외는 노동 계급과 소수 민족 거주자들의 이질적인 사회를 기반으로 하며, 이들 중 다수는 주택 소유를 통한 상위 사회 지위라는 아메리칸 드림을 공유한다. 시스(Sies, 2001)는 "교외"가 어떻게 정의되는지, 그리고 도시와 교외, 지리, 경제 상황, 그리고 연구를 고정 관념과 그것이 학문적 가정에 미치는 영향을 넘어서게 하는 수많은 요소들의 상호 작용 사이의 구분을 검토할 필요가 있다고 주장한다.

## 새로운 도시사
"새로운 도시사"는 1960년대에 사회사의 한 분야로 등장하여 "과정으로서의 도시"를 이해하고, 양적 방법을 통해 시장과 엘리트가 아닌 도시의 소외된 대중에 대해 더 많이 배우고자 했다. 많은 관심이 개별 행동과 특정 도시 내에서 계급과 민족 집단의 혼합이 어떻게 작동했는지에 할애되었다. 작은 도시는 10년 또는 20년에 걸쳐 개인 표본을 추적할 때 다루기가 훨씬 쉽다.
일반적인 주제에는 사회적 및 정치적 변화, 계급 형성 조사, 인종/민족적 긴장이 포함된다. 주요 초기 연구는 스테판 스른스트롬의 《빈곤과 진보: 19세기 도시의 사회 이동성》 (1964)으로, 1850년부터 1880년까지 뉴버리포트를 연구하기 위해 인구 조사 기록을 사용했다. 기념비적인 이 책은 1960년대와 1970년대에 양적 방법, 인구 조사 자료, "하향식" 역사, 그리고 다른 민족 집단에 의한 상향 사회 이동성 측정에 대한 관심을 불러일으켰다.
새로운 도시사의 다른 사례는 다음과 같다:
- 캐슬린 콘젠, 《이민자 밀워키, 1836-1860》 (1976)
- 데이비드 F. 크루. 《루르의 도시: 보훔의 사회사, 1860-1914》 (1986)
- 앨런 돌리, 《계급과 공동체: 린의 산업 혁명》 (1975; 2판. 2000)
- 마이클 B. 카츠, 《캐나다 웨스트 해밀턴 사람들》 (1976)[25]
- 에릭 H. 몬코넨, 《위험한 계급: 1860-1865년 오하이오 주 콜럼버스의 범죄와 빈곤》 (1975)

도시 발전을 설명하기 위해 개발된 전반적인 사회사 이론은 없었다. 도시지리학과 사회학의 영감, 그리고 (노동조합 지도자가 아닌) 노동자, 가족, 민족 집단, 인종 분리, 여성의 역할에 대한 관심은 유용하다고 입증되었다. 역사가들은 이제 도시 내의 경쟁하는 집단을 도시화의 방향을 형성하는 "행위자"로 본다. 이 하위 분야는 대부분의 사람들이 도시에 거주하는 호주에서 번성했다.
인구 통계학적 관점은 19세기 중반부터의 대량의 인구 조사 데이터를 활용한다.
지리적 분할의 엄격한 영역이 아니라, 공간 패턴과 장소의 개념은 젠더, 계급, 인종, 민족적 정체성을 포함한 다양한 사회 집단의 권력 투쟁을 드러낸다. 주거 및 상업 지역의 공간 패턴은 개별 도시에 독특한 정체성을 부여하고, 패턴에 수반되는 사회적 측면을 고려하여 그 도시들이 어떻게 발전하여 시민들의 삶을 형성했는지에 대한 더 완전한 그림을 만든다.
새로운 기술에는 역사적 GIS 데이터의 사용이 포함된다.

## 비서구 도시
1980년대 이후로 알레포, 다마스쿠스, 비블로스, 시돈, 예리코, 하마, 나블루스, 예루살렘에 대한 연구를 용이하게 한 표준화된 기록 관리 및 중앙 집중식 문서 보관소 덕분에 오스만 제국의 도시에 대한 광범위한 연구가 이루어졌다. 역사가들은 정치적 파벌주의의 사회적 기반, 엘리트와 평민의 역사, 다양한 가족 구조와 젠더 역할, 매춘부와 노예와 같은 소외된 집단, 그리고 무슬림, 기독교인, 유대인 간의 관계를 탐구했다. 점점 더 아프리카 도시들에 대한 연구가 진행 중이며,
남아시아도 마찬가지이다.
중국에서는 마오주의 이데올로기가 중국 역사에서 농민 봉기를 중심 세력으로 특권화하여 1980년대까지 도시사 연구가 소홀히 되었다. 이후 학자들은 농민 봉기가 종종 혁명적이기보다는 반동적이었으며, 1870년대 중국의 근대화론자들이 비록 자본가였을지라도 상당한 진전을 이루었다고 주장할 수 있게 되었다.
한 세기 이상 동안 — 하인리히 슐리만이 고대 트로이를 찾아서 발견한 이래로 — 고고학자와 고대 역사가들은 고대 세계의 도시들을 연구해 왔다.

## 이미지와 문화적 역할
특정 도시의 문화와 국가 문화를 형성하는 데 있어 도시의 역할을 연구하는 것은 "도시 읽기"의 비전통적인 방식을 제공하는 더 최근의 발전이다. 대표적인 사례는 칼 E. 쇼르스케의 《세기말 빈: 정치와 문화》 (1980)이다. 이 접근 방식의 일부는 클리퍼드 기어츠의 문화 인류학을 포함한 포스트모더니즘 이론에서 비롯된다. 한 가지 예는 앨런 메인의 《상상된 빈민가: 세 도시의 신문 보도, 1870-1914》 (1993)로, 시드니, 샌프란시스코, 버밍엄의 신문에서 빈민가가 어떻게 묘사되었는지에 대한 연구이다. 이 기사들은 극적인 삶의 이야기를 제공했지만, 도시 공무원, 부동산 소유주, 주민, 지역 사업가들의 의제와 적대감을 통합하지 못했다. 그 결과, 그들은 진정한 도심 사회 구조를 드러내지 못했다. 그럼에도 불구하고, 중산층은 이미지를 받아들이고 사회적 구성에 따라 행동하기로 결정했으며, 이는 개혁가들의 빈민가 철거와 도시 재개발 요구로 이어졌다.
로젠과 타르가 지적했듯이, 환경사는 1970년대 이후 큰 발전을 이루었지만, 주로 농촌 지역에 초점을 맞추어 대기 오염, 하수, 깨끗한 물, 그리고 많은 수의 말의 집중과 같은 도시 문제를 소홀히 했다. 역사가들은 도시사와 환경사를 통합하기 시작했다. 지금까지 대부분의 관심은 환경에 미치는 부정적인 영향에 집중되었으며, 환경이 도시화 과정을 어떻게 형성했는지에 대해서는 적었다.

### 문학과 철학
문학에서 도시는 오랫동안 인간의 능력과 본성을 상징하는 가장 강력한 상징 중 하나였다. 인간의 상상력과 손이 만든 가장 크고 오래 지속되는 창조물이며, 인간의 연합과 상호 작용이 가장 크고 지속적으로 일어나는 장소로서 도시는 인간이 무엇이며 무엇을 하는지에 대한 표식으로 여겨져 왔다. 이러한 의미는 거의 항상 양면성을 띠고 있었다. 옛 전설, 서사시, 유토피아에서 도시(실제적이든 상징적이든)는 예외적이지만 모순적인 의미를 지닌 장소로 나타났다. 트로이, 바벨, 소돔, 바빌론, 로마의 역사는 서구 문화에서 인간의 힘, 지혜, 창의성, 비전을 상징하지만, 동시에 인간의 오만, 왜곡, 파멸을 상징하는 것으로 여겨졌다. 현대 도시의 이미지는 이러한 양면성을 새로운 강도로 재확인했다. 런던, 파리, 베를린, 뉴욕과 같은 위대한 현대 도시들은 기회와 위험, 힘과 무력함, 활력과 퇴폐, 창의성과 당혹감의 장소로 반복적으로 묘사되어 왔다. 도시의 이러한 모순적인 모습은 서구 사상에서 너무나 자주 나타나 인간 문명에 대한 본질적인 심리적, 문화적 불안감, 즉 인간이 만든 세계와 "인간성" 자체에 대한 불안감을 시사한다. 이는 특히 인간의 인공물과 도덕적 모순으로 가득 찬 "현대" 도시에 해당된다.

## 학문
《저널 오브 어반 히스토리》는 1975년부터 기사와 서평을 싣는 주요 계간 학술지이다. 도시사 협회는 1988년에 284명의 회원으로 설립되었으며, 현재는 400명 이상의 회원을 보유하고 있다. 이 협회는 2012년 10월 25일부터 28일까지 뉴욕에서 "제6회 격년 도시사 협회 컨퍼런스"를 후원했다. 이 협회는 최우수 도서상, 최우수 논문상, 최우수 박사 학위 논문상을 수여한다.
H. J. 다이오스 (1921-1978)는 레스터 대학교에서 영국의 도시사 연구를 주도했으며, 특히 빅토리아 시대 도시 연구에 앞장섰다. 그는 1962년에 도시사 연구 그룹을 결성했으며, 그 뉴스레터는 도시사 연보(1974-1991)가 되었고, 이후 도시사 저널(1992-현재)이 되었다. 그가 편집한 《도시사 연구》 (1968)는 방법론을 개척하고 젊은 학자들을 자극했으며, 그가 조직한 회의와 편집한 도서 시리즈도 마찬가지였다. 다이오스는 도시 내 개별 사람들에게는 관심이 없었고, 빈민가나 도시 전체와 같은 더 큰 사회 구조에 관심이 있었기 때문에 새로운 도시사의 양적 방법을 거부했다.
1993년 이래로 매일 이메일 토론 목록인 H-Urban은 역사가, 대학원생 및 도시사와 도시 연구에 관심 있는 다른 사람들이 현재 연구 및 연구 관심사를 쉽게 소통하고, 새로운 접근 방식, 자료, 방법 및 분석 도구에 대해 질의하고 토론하며, 현대 역사학에 대해 논평할 수 있도록 해주었다. 로그는 검색에 공개되어 있으며, 회원 가입은 무료이다. H-Urban은 공지, 논문 모집, 컨퍼런스, 수상, 장학금, 새로운 자료 및 아카이브의 가용성, 새로운 연구 보고서, 서적, 기사, 진행 중인 작업, 연구 보고서, 1차 사료(예: 모범 조례, 연방/주/지역 보고서, 도시 공무원 주소), 강의 계획서, 참고 문헌, 소프트웨어, 데이터 세트, 멀티미디어 출판물 또는 프로젝트를 포함한 교육 도구와 같은 문제에 대해 역사가에게 정보를 제공하고자 한다. 자체 서평을 의뢰한다. H-Urban은 2,856명의 구독자를 보유하고 있으며 (2012년 기준) H-Net 토론 목록 네트워크에서 가장 오래된 것이다.
20세기 유럽 도시주의의 역사는 현재 호라이즌 2020 유럽 합동 박사 과정 프로그램인 urbanHIST의 초점이다. 이는 연구 분야의 내재된 다학제적 접근 방식과 기획 역사의 범유럽적 관점을 얻는 목표를 기반으로 한다.

## 같이 보기
- 미국 도시사
- 중동부 유럽 도시사 센터
- 대공황 시기의 도시 (1929-1939), 전 세계
- 도금 시대 평원 도시, 미국 중서부 온라인 자료
- 덴마크 도시사 센터
- 캐나다 도시의 역사
- 사회사
- 교외
- 도시 계획의 역사
  - 타운 컨트리 플래닝 협회
  - 도시 계획
- 도시경제학
- 도시 연구
  - 도시 연구 문서 색인
- 도시화

### 도시
- 가장 오래 지속적으로 거주하는 도시 목록
- 동아시아의 도시
- 베이징의 역사
- 베를린의 역사
- 시카고의 역사
- 런던의 역사
- 마닐라의 역사
- 멕시코시티의 역사
- 나폴리의 역사
- 뉴욕의 역사
- 파리의 역사
- 필라델피아의 역사
- 로마의 역사
- 빈의 역사

## 내용주
1. ↑  Michael Frisch, "American urban history as an example of recent historiography." History and Theory (1979): 350-377. in JSTOR
2. ↑  Derek Keene, "Ideas of the metropolis," Historical Research (2011) 84#225 pp 379-398.
3. ↑  Bruce M. Stave, ed., The Making of Urban History: Historiography through Oral History (1977) in Google
4. ↑  Raymond A. Mohl, "The History of the American City," in William H. Cartwright and Richard L. Watson Jr. eds., Reinterpretation of American History and Culture (1973) pp 165-205 quote p 165
5. ↑  See also Paul Bairoch, Cities and Economic Development, From the Dawn of History to the Present (1988)
6. ↑  They are reviewed in Wolfgang Reinhard, "New Contributions to Comparative Urban History," Journal of Early Modern History (1997) 1#2 pp 176-181.
7. ↑  See Spiro Kostof, The City Shaped: Urban Patterns and Meanings Through History (1991)
8. ↑  See also Frederic Cople Jaher, The Urban Establishment: Upper Strata in Boston, New York, Charleston, Chicago, and Los Angeles (1982)
9. ↑  Shelton Stromquist, "'Thinking globally; acting locally': Municipal Labour and Socialist Activism in Comparative Perspective, 1890–1920," Labour History Review (2009) 74#3 pp 233-256
10. ↑  Gary W. Davies, "The rise of urban history in Britain c. 1960-1978" (PhD dissertation, University of Leicester, 2014) online, wWillith detailed bibliography pp 205-40 보관됨 2018-11-02 - 웨이백 머신
11. ↑  H. J. Dyos, and Michael Wolff, eds. Victorian City: Images and Realities (2 vol. 1973).
12. ↑  Kevin Myers and Ian Grosvenor, "Birmingham Stories: Local Histories of Migration and Settlement and the Practice of History." Midland History (2011) 36#2 pp 149-162
13. ↑  Simon Gunn, "Urbanization" in Chris Williams, ed., Eight Companion to 19th-Century Britain (2007) pp 238-252
14. ↑  D. M. Palliser, Peter Clark, and Martin Daunton, eds. The Cambridge Urban History of Britain (3 vol 2000), which reaches down to 1950.
15. ↑  Garrett Nagle (2000). 《Advanced Geography》. Oxford U.P. 291쪽. ISBN 9780199134076.
16. ↑  Carl Bridenbaugh, Cities in the Wilderness: The First Century of Urban Life in America, 1625-1742 (1938), and Cities in Revolt: Urban Life in America, 1743-1776 (1955)
17. ↑  D. M. Palliser, ed., The Cambridge Urban History of Britain, vol. I, 600-1540 (2000); P. A. Clark, ed., The Cambridge Urban History of Britain vol. II, 1540-1840; M. J. Daunton, ed., The Cambridge Urban History of Britain, vol. III, 1840 1950.
18. ↑  See review by: Albert J. Schmidt, Journal of Social History (2003) 36#3 pp. 781-784 in JSTOR
19. ↑  David D. Van Tassel and John J. Brabowski, eds., The Encyclopedia of Cleveland History (1987)
20. ↑  Ruth McManus and Philip J. Ethington, "Suburbs in transition: new approaches to suburban history," Urban History (2007) 34#2 pp 317-337
21. ↑  틀:Cite crabgrass
22. ↑  Mary Corbin Sies, "North American Suburbs, 1880-1950," Journal of Urban History, March 2001, Vol. 27 Issue 3, pp 313-46
23. ↑  Stephan Thernstrom and Richard Sennett, eds. Nineteenth-century Cities: Essays in the New Urban History (1970)
24. ↑  Michael Frisch, "Poverty and Progress: A Paradoxical Legacy," Social Science History, Spring 1986, Vol. 10 Issue 1, pp 15-22
25. ↑  See excerpt and text search
26. ↑  Margaret Marsh and Lizabeth Cohen. "Old Forms, New Visions: New Directions in United States Urban History," Pennsylvania History, Winter 1992, Vol. 59 Issue 1, pp 21-28
27. ↑  Lionel Frost, and Seamus O'Hanlon, "Urban History and the Future of Australian Cities," Australian Economic History Review March 2009, Vol. 49 Issue 1, pp 1-18
28. ↑  Eric Lampard, The Urbanizing World, in H. J. Dyos and Michael Wolff, eds., The Victorian City: Images and Realities, vol. 1 (1973), pp. 3–58.
29. ↑  James H. Jackson, Jr.. "Alltagsgeschichte, Social Science History and the Study of Mundane Movements in 19th-Century Germany," Historical Social Research (1991) 16#1 pp23-47, explains the value of employment records, marriage contracts, vital records and continuous residency registers.
30. ↑  James Connolly, "Bringing the City Back in: Space and Place in the Urban History of the Gilded Age and Progressive Era," Journal of the Gilded Age and Progressive Era, July 2002, Vol. 1 Issue 3, pp 258-278. The importance of the materiality of specific spaces and places is also treated in Ralph Kingston, "Mind over Matter? History and the Spatial Turn," Cultural and Social History, 2010, Vol. 7, Issue 1, pp. 111–121.
31. ↑  Colin Gordon, "Lost in space, or confessions of an accidental geographer,"International Journal of Humanities and Arts Computing (2011) 5#1 pp 1-22
32. ↑  James A. Reilly, "Ottoman Syria: Social History Through an Urban Lens," History Compass (2012) 10#1 pp 70-80.
33. ↑  Laurent Fourchard, "Between World History and State Formation: New Perspectives On Africa's Cities," Journal of African History (2011) 52#2 pp 223-248.
34. ↑  Andrew Burton, ed., Urban History in Africa: The Urban Experience in Eastern Africa c. 1750–2000 (Nairobi: The British Institute in Eastern Africa, 2002)
35. ↑  Sharif Uddin Ahmed, ed., Dhaka: Past, Present, Future (1991) is Bangladesh history from an urban planning perspective
36. ↑  James Heitzman, "Middle Towns to Middle Cities in South Asia, 1800-2007," Journal of Urban History (2008) 35#1 pp 15-38.
37. ↑  David D. Buck "The Study of Urban History in the People's Republic of China," Urban History Yearbook (1987), pp 61-75
38. ↑  Bruce M. Stave, "A Conversation with Zhou Lei: Urban History and Development in Beijing (Peking)," Journal of Urban History (1988) 14#2 pp 254-68
39. ↑  David A. Traill, Schliemann of Troy: Treasure and Deceit (1995).
40. ↑  See Marc van de Mieroop The Ancient Mesopotamian City. (Oxford University Press, 1999) and John Hyslop, Inka Settlement Planning. (U. of Texas Press, 1990)
41. ↑  See also Alan Mayne, "Representing The Slum," Urban History Yearbook (1990), Vol. 17, pp 66-84
42. ↑  Christine Meisn Rosen, and Joel Arthur Tarr, "The importance of an urban perspective in environmental history," Journal of Urban History (1994) 20#3 pp 299-310
43. ↑  Geneviève Massard-Guilbaud, and Peter Thorsheim, "Cities, Environments, and European History," Journal of Urban History (2007) 33#5 pp 691-701, introduces a special issue with case studies from Austria, Britain, France, Germany, and Italy.
44. ↑  Lezlie Morinière, "Environmentally Influenced Urbanisation: Footprints Bound for Town?" Urban Studies (2012) 49#2 pp 435-450, examines 147 studies
45. ↑  Carl Schorske, "The Idea of the City in European Thought: Voltaire to Spengler," in The Historian and the City, ed. Oscar Handlin and John Burchard (Harvard U.P., 1963)
46. ↑  See also Lewis Mumford, "Utopia, The City, and The Machine," Daedalus (Spring 1965): 271-92; Philip Fisher, "City Matters: City Minds," The Worlds of Victorian Fiction, ed. Jerome Buckley (Cambridge, Mass., 1975); Burton Pike, The Image of the City in Modern Literature (Princeton, 1981), Marshall Berman, All That Is Solid Melts Into Air: The Experience of Modernity (New York, 1982); David Harvey, Consciousness and the Urban Experience: Studies in the History and Theory of Capitalist Urbanization (Baltimore, 1985); Judith Walkowitz, City of Dreadful Delight: Narratives of Sexual Danger in Late Victorian London (Chicago, 1992); Graeme Gilloch, Myth and Metropolis: Walter Benjamin and the City (Cambridge, Eng., 1996); Peter Fritzsche, Reading Berlin 1900 (Cambridge, Mass., 1996).
47. ↑  See UHA website 보관됨 2015-03-12 - 웨이백 머신; its semiannual newsletters are online
48. ↑  H.J. Dyos, Exploring the Urban Past: Essays in Urban History edited by David Cannadine and David Reeder (1982)
49. ↑  Seymour J. Mandelbaum, "H. J. Dyos and British Urban History," The Economic History Review (1985) 38#3 pp. 437–447, in JSTOR
50. ↑  See H-Urban website
51. ↑  Helene Bihlmaier, "urbanHIST: a multidisciplinary research and training programme on the history of European urbanism in the twentieth century." Planning Perspectives (2020): 1-9. online

## 더 읽어보기
- Abbott, Carl. "Urban History for Planners," Journal of Planning History, Nov 2006, Vol. 5 Issue 4, pp 301–313
- Armus, Diego and John Lear. "The trajectory of Latin American urban history," Journal of Urban History (1998) 24#3 pp 291–301
- Beachy, Robert and Ralf Roth, eds. Who Ran the Cities?: City Elites and Urban Power Structures in Europe and North America, 1750-1940 (2007)
- Bennett, Larry. The Third City: Chicago and American Urbanism. (U of Chicago Press, 2015), 241 pp
- Borsay, Peter. The eighteenth-century town: a reader in English urban history 1688-1820 (Routledge, 2014)
- Bukowczyk, John J. "Identities, Assimilation, and Race" Journal of Urban History (May 2022) 48#3 pp. 690-696.

- Clark, Peter, and Paul Slack. English Towns in Transition 1500-1700 (1976)
- Davies, Gary W. "The rise of urban history in Britain c. 1960-1978" (PhD dissertation, University of Leicester, 2014) online, With detailed bibliography pp 205-40 보관됨 2018-11-02 - 웨이백 머신
- Denecke, Dietrich, and Gareth Shaw, eds. Urban historical geography: recent progress in Britain and Germany (Cambridge UP, 1988).
- Emmen, Edith. The Medieval Town (1979)
- Emerson, Charles. 1913: In Search of the World Before the Great War (2013) 526pp short essays on 21 major world cities in 1913, including London, Washington, Winnipeg, and Constantinople etc.
- Engeli, Christian, and Horst Matzerath. Modern urban history research in Europe, USA, and Japan: a handbook (1989) in GoogleBooks
- Epstein, S. E. ed. Town and Country in Europe, 1300-1800 (2001), a major anthology of scholarly articles
- Frost, Lionel, and Seamus O'Hanlon. "Urban history and the future of Australian cities." Australian Economic History Review (2009) 49#1 pp: 1-18.
- Gillette Jr., Howard, and Zane L. Miller, eds. American Urbanism: A Historiographical Review (1987)

- Goldfield, David. ed. Encyclopedia of American Urban History (2 vol 2006); 1056pp
- Harvey, David, Consciousness and the Urban Experience: Studies in the History and Theory of Capitalist Urbanization (1985), a Marxist approach
- Handlin, Oscar, and John Burchard, eds. The Historian and the City (Harvard U.P., 1963)
- Haynes, Barry. Register of European Urban History (Leicester University, 1991)
- Haynes, Douglas E., and Nikhil Rao. "Beyond the Colonial City: Re-Evaluating the Urban History of India, ca. 1920–1970." South Asia: Journal of South Asian Studies (2013) 36#3 pp: 317–335. Online
- Hays, Samuel P. "From the History of the City to the History of the Urbanized Society," Journal of Urban History, (1993) 19#1 pp 3–25.
- Isin, Engin F. "Historical sociology of the city' in Gerard Delanty & Engin F. Isin, eds. Handbook of historical sociology (2003). pp. 312–325. online
- Lees, Andrew. "Historical perspectives on cities in modern Germany: recent literature." Journal of Urban History 5.4 (1979): 411–446.
- Lees, Andrew. "Cities, Society, and Culture in Modern Germany: Recent Writings by Americans on the Großstadt." Journal of Urban History 25.5 (1999): 734–744.
- Lees, Lynn Hollen. "The Challenge of Political Change: Urban History in the 1990s," Urban History, (1994), 21#1 pp. 7–19.
- McKay, John P. Tramways and Trolleys: The Rise of Urban Mass Transport in Europe (1976)
- McManus, Ruth, and Philip J. Ethington, "Suburbs in transition: new approaches to suburban history," Urban History, Aug 2007, Vol. 34 Issue 2, pp 317–337
- McShane, Clay. "The State of the Art in North American Urban History," Journal of Urban History (2006) 32#4 pp 582–597, 루이스 멈포드, 로버트 카로, 샘 워너와 같은 작가들의 영향력 상실, 좁은 근대 시대 강조의 지속, 그리고 해당 분야의 전반적인 중요성 감소를 지적한다. 티모시 길포일과 칼 애보트의 논평은 후자의 결론에 이의를 제기한다.
- Miller, Jaroslav. "‘In each town I find a triple harmony’: idealizing the city and the language of community in early modern (East) Central European urban historiography." Urban History (2012) 39#1 pp: 3-19.
- Piker, Burton, The Image of the City in Modern Literature (1981)
- Mohl, Raymond. "Urban History," in D. R. Woolf, ed. A Global Encyclopedia of Historical Writing (1988) pp 907–14
- Nicholas, David M. The growth of the medieval city: from late antiquity to the early fourteenth century (Routledge, 2014); The later medieval city: 1300-1500 (Routledge, 2014)
- Platt, Harold L. Building the Urban Environment: Visions of the Organic City in the United States, Europe, and Latin America (Temple University Press, 2015). 301 pp.
- Reulecke, Jürgen; Huck, Gerhard; Sutcliffe, Anthony. "Urban History Research in Germany: Its Development and Present Condition," Urban History Yearbook (1981) pp 39–54
- Rodger, Richard. "Taking Stock: Perspectives on British Urban History," Urban History Review (2003) 32#1 online
- Roth, Ralf, and Marie-Noëlle Polino, eds. The City and the Railway in Europe (Ashgate, 2003), 287 pages
- Ruiz, Teofilo. "Urban Historical Geography and the Writing of Late Medieval Urban History," in Carol Lansing and Edward D. English, eds., A Companion to the Medieval World (2010) pp 397–412
- Shaw, Gareth, 편집. (1988). 《Urban Historical Geography: Recent Progress in Britain and Germany》. Cambridge U.P. ISBN 9780521343626.
- Wang, Q. Edward. "Urban History in China: Editor's Introduction." Chinese Studies in History (2014) 47#3 pp: 3–6. Special issue on Chinese cities Online